# Tatra 700

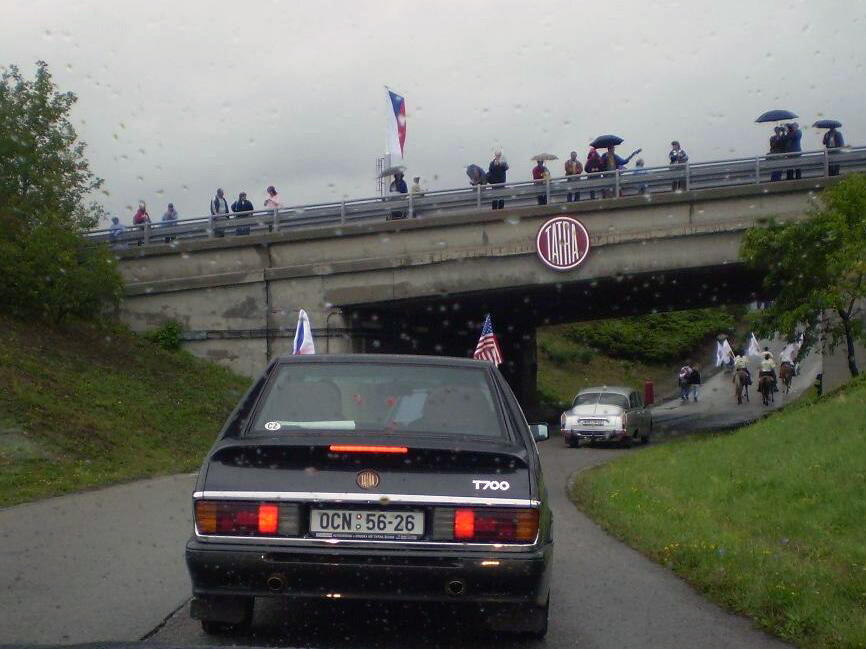
První modelová řada s ploutvemi

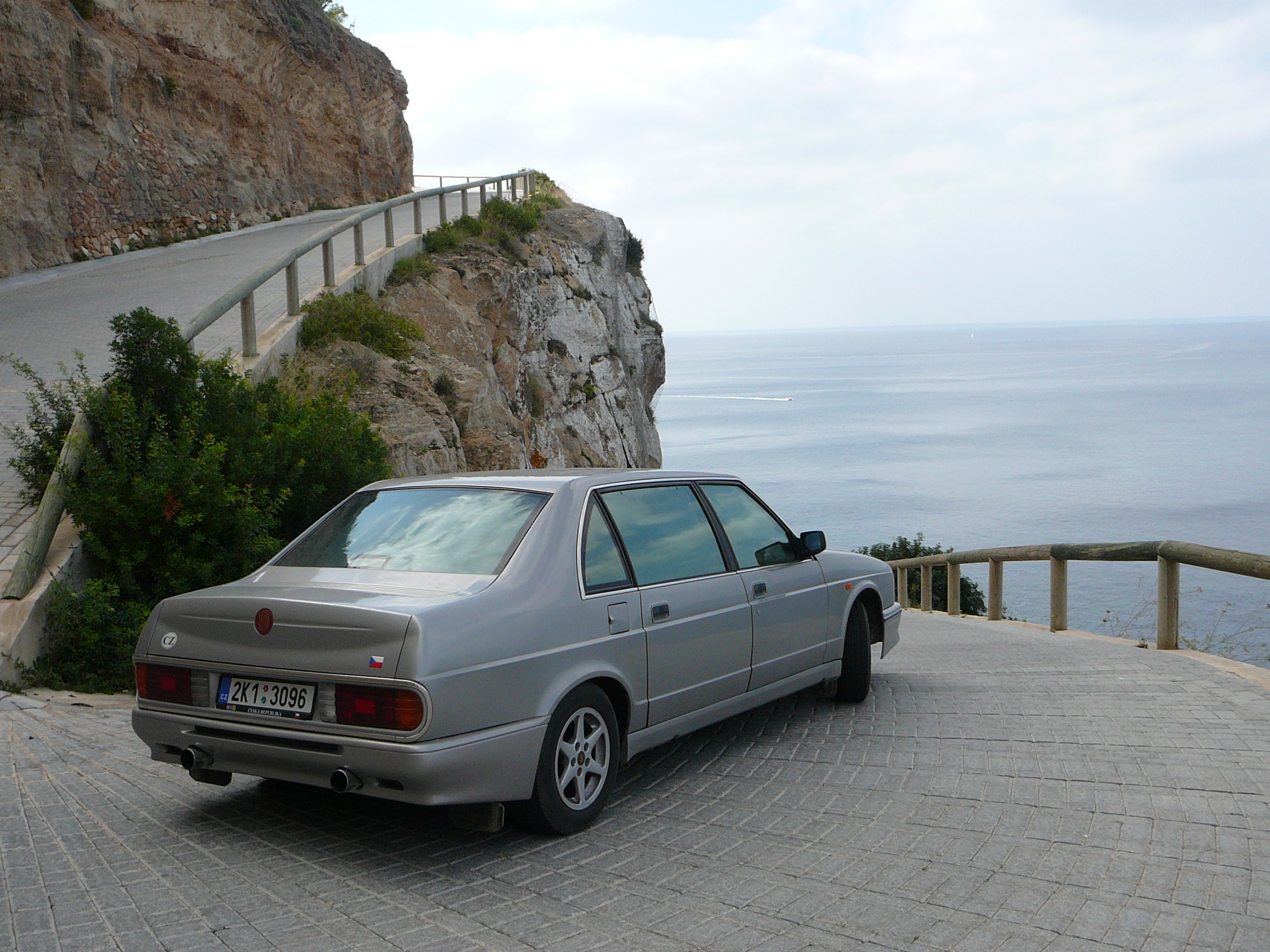
Zvýšená zadní část karoserie u druhé modelové řady

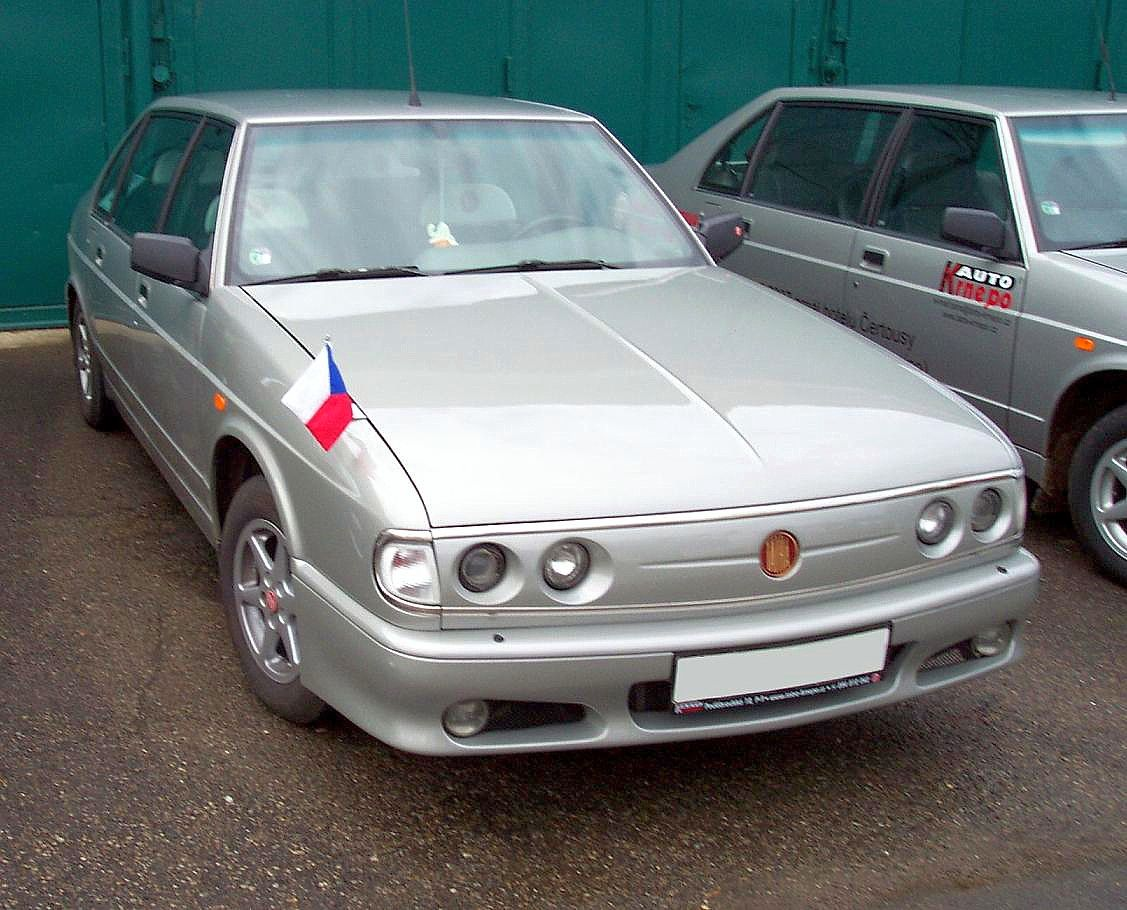
Tatra 700 ve VTM Lešany

Tatra 700 je luxusní automobil vyšší třídy vyráběný automobilkou Tatra v letech 1996 až 1999. Byl posledním osobním automobilem vyrobeným v této automobilce a uzavřel tak dlouhou sérii, která začala už v roce 1897 automobilem Präsident. Poslední smontované kusy vznikly po přestěhování výroby z Příbora, kde se vyráběla celá výrobní řada T613, opět v Kopřivnici.

## Historie
Tatra 700 konstrukčně navazovala na svého předchůdce, vůz Tatra 613-4 MiLong, po němž „zdědila“ nejen technickou koncepci se vzduchem chlazeným motorem uloženým nad hnanou zadní nápravou, ale byla vlastně poslední vývojovou variantou tohoto automobilu, i když už s jiným označením. Pro dědičnost původních homologací její oficiální označení zní : Tatra 613-4 T 700.
Významným pokusem faceliftovat T 613 byl hranatější prototyp Tatra Prezident podle návrhu designéra Václava Krále v roce 1994, který se sériové výroby nedočkal. Velké množství vzhledových vylepšení z Prezidenta bylo použito na posledním faceliftu T613 M95, některé se ujaly až u T700. Prototyp s názvem Prezident však dodnes mnozí mylně považují za předchůdce T700.
Karosérie T 700 také vycházela z karosérie T 613 navržené v letech 1968 až 1969 italskou designérskou firmou Carrozzeria Vignale, do výrazně omlazené podoby ji však upravil tentokrát britský designér Geoff Wardle, který zaoblil striktně hranaté tvary předešlého modelu a zároveň  zohlednil některé designové prvky předchozích modelů osobních vozu Tatra – například chromovaný ovál v přední části karosérie inspirovaný podobným prvkem u Tatry 603. Vycházelo se výhradně z verze s prodlouženým rozvorem T 613 Long. Z důvodu absolutní nevybavenosti závodu k výrobě nového modelu byly pro výrobu nové řady používány upravené a dovařované výlisky původní T613. V roce 1996 navrhl podstatné vzhledové změny (zejména zvýšené zadní části karosérie a tvarové změny přístrojové desky) kopřivnický rodák, akademický sochař Jiří Španihel, současně přibyl i vodorovný prolis kolem znaku v přední masce. Takto upravená T700 je považována za druhou řadu a technicky je označována jako T700 M97.
Vozy byly zpočátku vybaveny motorem 3495 cm³ o výkonu 147,6 kW (198 k), pozdější verze Tatra 700-2 měla motory 4360 cm³ s výkonem 172 kW (231 k), automobilů této verze se však nevyrobilo mnoho. Motory se lišily hlavně lepšími hodnotami průběhu kroutícího momentu. Byly vybaveny sekvenčním vstřikováním paliva řízeným elektronickou jednotkou od britské firmy GEMS. Převodovka byla pětistupňová.
Veřejnosti byla poprvé T 700 - označením 700 byla zlomena po 2. světové válce zavedená pravidla označování produkce firmy Tatra - představena 9. dubna 1996 na velkolepé prezentaci v pražském hotelu Hilton. Vozidlo však firmě nepřineslo očekávaný obchodní úspěch. Ani nové tvary karosérie a luxusnější výbava interiéru nedokázaly kompenzovat v té době už výrazně zastaralá technická řešení vozu při poměrně vysoké ceně dané malosériovým charakterem výroby. Určitý vliv sehrála i stále přetrvávající záporná image osobních vozů Tatra, které veřejnost spojovala s jejich typickými dlouholetými výhradními uživateli - pohlaváry totalitní Komunistické strany Československa. Většina T700 byla používána v rámci státních služeb a to jak v rámci okresů, krajů, tak i senátu, parlamentu a vlády. Nejznámějším uživatelem T700 byl bývalý prezident České republiky Miloš Zeman. Tatru 700 jako svůj služební vůz používal v letech 1996-1998 jako předseda poslanecké sněmovny České republiky a v letech 1998-2002 jako předseda vlády České republiky. 
Protože výroba tohoto modelu byla již po prvním roce výroby ztrátová a stala se pro automobilku Tatra pouze prestižní záležitostí, byla v roce 1999 výroba modelové řady T700 definitivně zastavena.
Celkově bylo vyrobeno 75 kusů automobilů řady T 700, které se tak ihned po vyřazování ze státních služeb staly objektem zájmu sběratelů automobilů a milovníků značky Tatra. Vzhledem k této skutečnosti je cena těchto vozů velmi vysoká.

### Sportovní prototypy
Snahou automobilky bylo zvýšit prodej do soukromé sféry. Důkazem jsou dva sportovní vozy T700 jeden sedan a druhé kupé. První T 700 s karosérií sedanu se zkráceným rozvorem, se nazývá T700 GT. Byl vyroben v roce 1996 z T613 GTH a byl vybaven upraveným motorem 4479 cm³ o výkonu až 305 kW při 7500 ot/min. a patří do řady M96. Jeho primární určení bylo pro závody ve sprintech. Po nehodě byla předělaná na dvoudveřové kupé. Časem T700 GT přišla i o svůj výkonný motor T 623 4.5. 
Druhý kus patřící do modelové řady M97 s názvem Ecorra Sport V8, byla vyrobena v roce 1997 a byla určena k překonání českého rychlostního rekordu na letmý kilometr, českým vozem s českým jezdcem, dosahoval rychlost až 320 km/h, (úpravy tvaru p. Hrazdíra). Plány na zápis rekordu v roce 1997 zhatil konkurenční tým s vozem MTX Tatra V8 - ačkoliv bylo upravenou sedmistovkou na letišti Mošnov dosaženo výrazně vyšších hodnot, v tabulkách je nenajdete, protože konkurence jednala rychleji a překonání rekordu lze uznat podle regulí pouze 1x ročně. Po statování po určitou dobu v kopřivnickém muzeu vůz odkoupil závodní tým bratří Hajdůšků, který jej přivedl na závodní dráhu třidy GT a postupně měnil pro dosažení co nejlepších výsledků.

## Technická data
Motor Tatra Typ 700, 3,5L / 4,4L
- Délka: 5130 mm
- Šířka: 1800 mm
- Výška: 1480 mm
- Rozvor: 3130 mm
- Rozchod vpředu: 1532 mm
- Rozchod vzadu: 1532 mm
- Motor: Osmiválcový s válci do V, s rozvodem DOHC, vzduchem chlazený, s vícebodovým vstřikováním paliva
- Katalyzátor: trojčinný
- Objem válců: 3495 cm³ / 4369 cm³
- Výkon: 198 koní / 231 koní (147,6 kW / 172 kW) při 5750 otáčkách za minutu
- Max. točivý moment: 300 Nm / 380 Nm
- Převodovka: pětistupňová, plně synchronizovaná
- Poháněná náprava: zadní
- Hmotnost: 1840 kg
- Nejvyšší rychlost: 230 km/h / 250 km/h
- Zrychlení 0–100 km/h: 10,8 s
- Normovaná spotřeba: 12,5 l / 100 km